# Yuri Labra
Yuri Hedley Labra Phuturi (* 6. August 1998 im Distrikt Checca) ist ein peruanischer Leichtathlet, der im Langstrecken- und Hindernislauf an den Start geht.

## Sportliche Laufbahn
Erste Erfahrungen bei internationalen Meisterschaften sammelte Yuri Labra im Jahr 2014, als er bei den Jugendsüdamerikameisterschaften in Cali in 6:13,19 min den siebten Platz über 2000 m Hindernis belegte. 2016 klassierte er sich bei den U20-Weltmeisterschaften in Bydgoszcz mit 30:37,63 min auf Platz 24 im 10.000-Meter-Lauf und anschließend gewann er bei den U23-Südamerikameisterschaften in Lima in 14:29,81 min die Bronzemedaille über 5000 Meter hinter dem Brasilianer Daniel do Nascimento und seinem Landsmann Walter Ñaupa. Im Jahr darauf gewann er bei den U20-Südamerikameisterschaften in Leonora in 14:54,24 min die Silbermedaille im 5000-Meter-Lauf sowie in 32:13,78 min auch über 10.000 Meter. Anschließend gewann er dann bei den U20-Panamerikameisterschaften in Trujillo in 14:57,11 min die Bronzemedaille über 5000 Meter sowie in 32:13,33 min auch über 10.000 Meter. 2018 nahm er im Hindernislauf an den Südamerikaspielen in Cochabamba teil und siegte dort in 9:01,95 min. Anschließend gewann er bei den Ibero-Amerikanischen Meisterschaften in Trujillo in 8:41,29 min die Bronzemedaille im Hindernislauf hinter dem Brasilianer Altobeli da Silva und Daniel Arce aus Spanien. Zudem belegte er in 8:06,33 min den vierten Platz im 3000-Meter-Lauf. Daraufhin siegte er in 14:57,61 min über 5000 Meter bei den U23-Südamerikameisterschaften in Cuenca und gewann in 31:56,16 min die Silbermedaille über 10.000 Meter hinter dem Bolivianer Vidal Basco. 
2019 nahm er an den Panamerikanischen Spielen in Lima teil und erreichte dort nach 9:07,97 min Rang elf über 3000 m Hindernis. 2021 gewann er bei den Südamerikameisterschaften in Guayaquil in 13:55,84 min die Bronzemedaille über 5000 Meter hinter dem Brasilianer Altobeli da Silva und Carlos Díaz aus Chile. Zudem belegte er in 9:08,74 min den siebten Platz im Hindernislauf. Im Jahr darauf gewann er bei den Juegos Bolivarianos in Valledupar in 9:07,17 min die Bronzemedaille im Hindernislauf hinter dem Kolumbianer Carlos San Martín und seinem Landsmann Julio Palomino. Zudem erreichte er mit 14:37,85 min Rang fünf über 5000 Meter. Im Oktober wurde er bei den Südamerikaspielen in Asunción mit 14:23,74 min Sechster über 5000 Meter und kam im Hindernislauf nicht ins Ziel.
In den Jahren 2018 und 2021 wurde Labra peruanischer Meister im Hindernislauf sowie 2021 auch über 5000 Meter.

## Persönliche Bestzeiten
- 3000 Meter: 8:06,33 min, 26. August 2018 in Trujillo
- 5000 Meter: 13:55,84 min, 31. Mai 2021 in Guayaquil
- 10.000 Meter: 28:58,78 min, 16. Oktober 2021 in Lima
- 3000 m Hindernis: 8:41,29 min, 25. August 2018 in Trujillo